# Distretto di Manavgat
Il distretto di Manavgat (in turco Manavgat ilçesi) è uno dei distretti della provincia di Adalia, in Turchia.